# Покільська вулиця
Покільська  ву́лиця — вулиця в Голосіївському районі міста Києва, місцевість Теличка. Пролягає від Промислової вулиці до р. Дніпро.
Прилучається площа Михайла Співака (розташована на згині вулиці). Сама вулиця має форму літери «Г».

## Історія
Вулиця виникла наприкінці 1950-х — на початку 1960-х років XX століття під назвою Комсомольська. З 1977 по 2022 рік вулиця носила назву Камишинська, на честь російського міста Камишин.
З кінця 1980-х років фактично існувала як дорога без назви, тому в довіднику «Вулиці Києва» 1995 року була внесена у перелік зниклих вулиць міста. В 21 столітті знову вживалася назва Камишинська вулиця. 
Сучасна назва  — з кінця серпня 2022, на честь урочища Покол, до якого прилягає вулиця.